# Koroška vas na Pohorju
Koroška vas na Pohorju este o localitate din comuna Zreče, Slovenia, cu o populație de 113 locuitori.